# Noise & Health
Noise & Health is een internationaal, aan collegiale toetsing onderworpen open access wetenschappelijk tijdschrift over de gezondheidseffecten van geluid en lawaai. Het wordt uitgegeven door Medknow Publications en verschijnt 4 keer per jaar. Het eerste nummer verscheen in 1998.